# 安養院 (本庄市)
安養院（あんよういん）は、埼玉県本庄市にある曹洞宗の寺院。山号は若泉山。寺号は無量寺。本尊は阿弥陀如来。武州本庄七福神めぐりの毘沙門天を祀る。

## 歴史
この寺は、室町時代中期の1475年（文明7年）本庄信明の開基により兄行重（入道して伊安）が結んだ庵を上州沼田から招いた玉岑慶珠が開山となって寺としたのに始まるという。戦国時代には本庄氏の衰退とともにこの寺も荒廃し、その後、泰山が入寺して中興された。江戸時代には25石の朱印を拝領する寺院だった。

## 文化財
- 本庄市指定文化財
  - 安養院本堂・山門及び総門[5]
- 本庄市指定文化財（史跡・旧跡）
  - 小倉家の墓碑群[6]

備考として、安養院境内からは、江戸時代に女子人物埴輪が出土しており、古文書の記録として残されている。

## その他
- 初め、富田村（東富田）にあった安養庵だが、水不足の為（水が溜まりにくい土地柄の為か）、現在地に移設したとされる。山号も、水源が豊かだった為、若泉山と付けられたとされる。
- 戸谷半兵衛家や森田助左衛門家と言った本庄宿の豪商達の墓所である他、諸井恒平を初め、日本の近代化に努めた東諸井家の一族も眠っている。
- 安養院の伝承には疑問点も残る。まず、本庄氏系図には、信明の弟は2人とあるが、行重なる人物は記述されていない。本庄氏系図では、雪茂（行重）は実忠（信明の曾孫の子息）の弟として記述されている。つまり、行重は室町中期の人物ではなく、戦国時代の本庄氏としている。実忠は信明と同様に宮内少輔の官途名を有し、本庄宮内少輔の弟と言う伝承と重なる。遵って、混同と誤伝が生じた可能性がないわけではない。信明の弟が建立したとする伝承が正しいのか、信明と実忠を混同した結果の誤伝なのか、それとも寺の歴史を古く見せる為に意図的に伝承させたのかは謎である。